# Списак језера у Хрватској
Језера у Хрватској има у свим деловима земље. Различита су по величини и начину постанка. 
Најпознатија су Плитвичка језера, која су 1949. проглашена националним парком. Статус првог националног парка на Јадрану добила су 1960. језера на Мљету. 
Највећа природна Језера у приморској Хрватској су криптодепресије: Вранско језеро код Биограда на Мору, Вранско језеро на Цресу и Баћинска језера. Тим језерима је дно испод површине мора, а ниво воде у висини или изнад новоа мора. Настала су потапањем крашких удубљења. Остала природна језера су разбацана по кршу, као јединствене појаве у каменој голети. Таква су језера (око Имотског: Модро, Црно, Галиповац и др.) туристички привлачна, а настала су урушавањен покрова подземних пећина.
У савременој привреди граде се базени за воду многостуке намене. То су вештачка језера, најчешће на текућим водама приморског дела (Перучко језеро на Цетини) или континенталног дела (на Драви, у склопу ХЕ Вараждин, ХЕ Чаковец). Овде се убрајају и рибњаци, највеће слатководне површине за узгајање риба, нарочито у панонском делу, као и у удубљенима близу градова из којих је вађен песак (Чиче и Јарун код Загреба, Шодерица у Копривничко-крижевачка жупанији. Оваква језера имају туристичко-рекреативни значај, а допуњавају их реке у чијој су близини.

## Списак језера у Хрватској
У овом списку језера су поређана по величини.
| Име језера            | Пов. км² | нмв м   | Нај. дуб. м | Град/општина                                  | Жупанија                   |
| --------------------- | -------- | ------- | ----------- | --------------------------------------------- | -------------------------- |
| Вранско језеро        | 30,7     | 0,1     | 4           | Пакоштане, Станковци, Тисно Пировац, Бенковац | Задарска, Шибенско-книнска |
| Дубравско језеро      | 17,1     | 138     | -           | Прелог, Свети Ђурђ, Велики Буковец            | Вараждинска, Међимурска    |
| Перучко језеро1       | 13,0     | 360     | 64          | Хрваце, Врлика                                | Сплитско-далматинска       |
| Прокљанско језеро     | 11,1     | 0,5     | 25          | Шибеник, Скрадин                              | Шибенско-книнска           |
| Вараждинско језеро1   | 10,1     | 158     | —           | Вараждин, Трновец Бартоловечки, Чаковец       | Вараждинска, Међимурска    |
| Вранско језеро (Црес) | 5,8      | 16      | 74          | Црес                                          | Приморско-горанска         |
| Крушћичко језеро1     | 3,9      | 554     | —           | Госпић, Перушић                               | Личко-сењска               |
| Копачевско језеро     | 1,5—3,5  | 80      | —           | Биље                                          | Осјечко-барањска           |
| Боровик1              | 2,5      | —       | —           | Дрење, Левањска Варош                         | Осјечко-барањска           |
| Локванско језеро1     | 2,1      | 770     | 40          | Локве                                         | Приморско-горанска         |
| Мљетска језера        | 2,01     | 0       | 46          | Мљет                                          | Дубровачко-неретванска     |
| Плитвичка језера      | 1,98     | 503—636 | 3—46        | Плитвичка језера                              | Личко-сењска               |
| — Прошћанско          | 0,68     | 636     | 37          | Плитвичка језера                              | Личко-сењска               |
| — Цигановац           | 0,068    | 620     | 11          | Плитвичка језера                              | Личко-сењска               |
| — Округљак            | 0,041    | 613     | 15          | Плитвичка језера                              | Личко-сењска               |
| — Батиновац           | 0,009    | 610     | 5           | Плитвичка језера                              | Личко-сењска               |
| — Велико језеро       | 0,016    | 607     | 8           | Плитвичка језера                              | Личко-сењска               |
| — Мало језеро         | 0,01     | 605     | 10          | Плитвичка језера                              | Личко-сењска               |
| — Велики Бургет (Вир) | 0,006    | 598     | 4           | Плитвичка језера                              | Личко-сењска               |
| — Галовац             | 0,012    | 582     | 24          | Плитвичка језера                              | Личко-сењска               |
| — Милино језеро       | 0,0012   | 576     | —           | Плитвичка језера                              | Личко-сењска               |
| — Језерце             | 0,083    | 533     | 10          | Плитвичка језера                              | Личко-сењска               |
| — Козјак              | 0,83     | 534     | 46          | Плитвичка језера                              | Личко-сењска               |
| — Милановац           | 0,03     | 523     | 18          | Плитвичка језера                              | Личко-сењска               |
| — Гавановац           | 0,014    | 519     | 10          | Плитвичка језера                              | Личко-сењска               |
| — Калуђеровац         | 0,23     | 505     | 13          | Плитвичка језера                              | Личко-сењска               |
| — Новаковића брод     | 0,0029   | 503     | 3           | Плитвичка језера                              | Личко-сењска               |
| Баћинска језера       | 1,9      | 5       | 32          | Плоче                                         | Дубровачко-неретванска     |
| Сабљачко1             | 1,2      | 320     | 6           | Огулин                                        | Карловачка                 |
| Бајерско језеро1      | 0,5      | 730     | 7           | Фужине                                        | Приморско-горанска         |
| Тракошћанско језеро   | 0,2      | 255     | —           | Бедња                                         | Вараждинска                |

1Вештачко језеро